# ماهیچه حلقوی دهان
ماهیچه حلقوی دهان (انگلیسی: Orbicularis oris muscle) ماهیچه‌ای است که اطراف مدخل دهان را حلقه‌وار احاطه می‌کند. این ماهیچه لب‌ها را بسته و به سمت جلو می‌آورد.
این ماهیچه از استخوان فک بالا و آرواره انسان آغاز شده و به پوست اطراف لب‌ها منتهی می‌شود. خونرسانی این عضله از شاخه‌های سرخرگ چهره‌ای می‌باشد.
در گوشه دهان محلی که ماهیچه‌های مختلف به هم می‌رسند ستونی وتری به نام محور قرار دارد که در گوشه دهان ممکن است به صورت نقطه سفتی قابل لمس باشد.

## نگارخانه

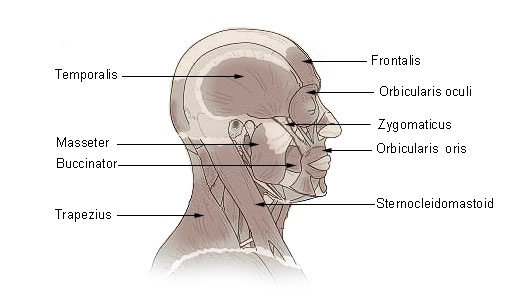
Muscles of head and neck
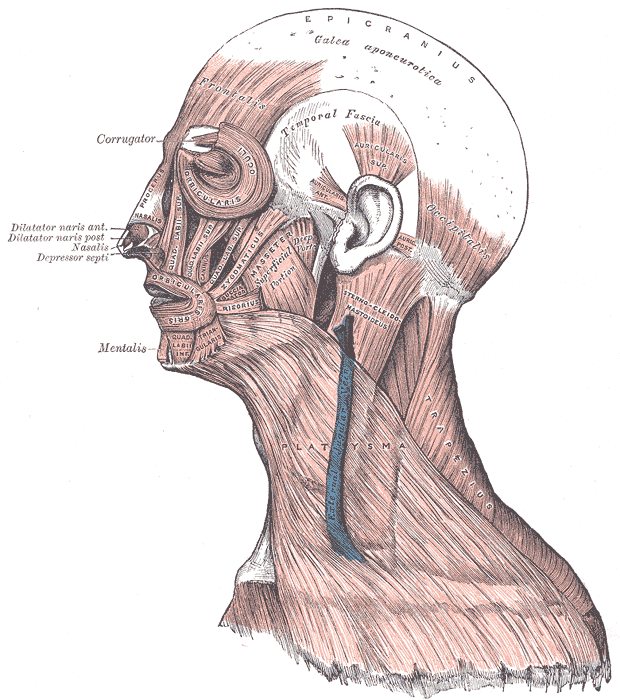
Muscles of the head, face, and neck
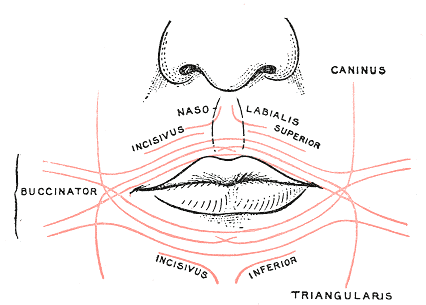
Scheme showing arrangement of fibers of orbicularis oris